# 波佩亞的加冕

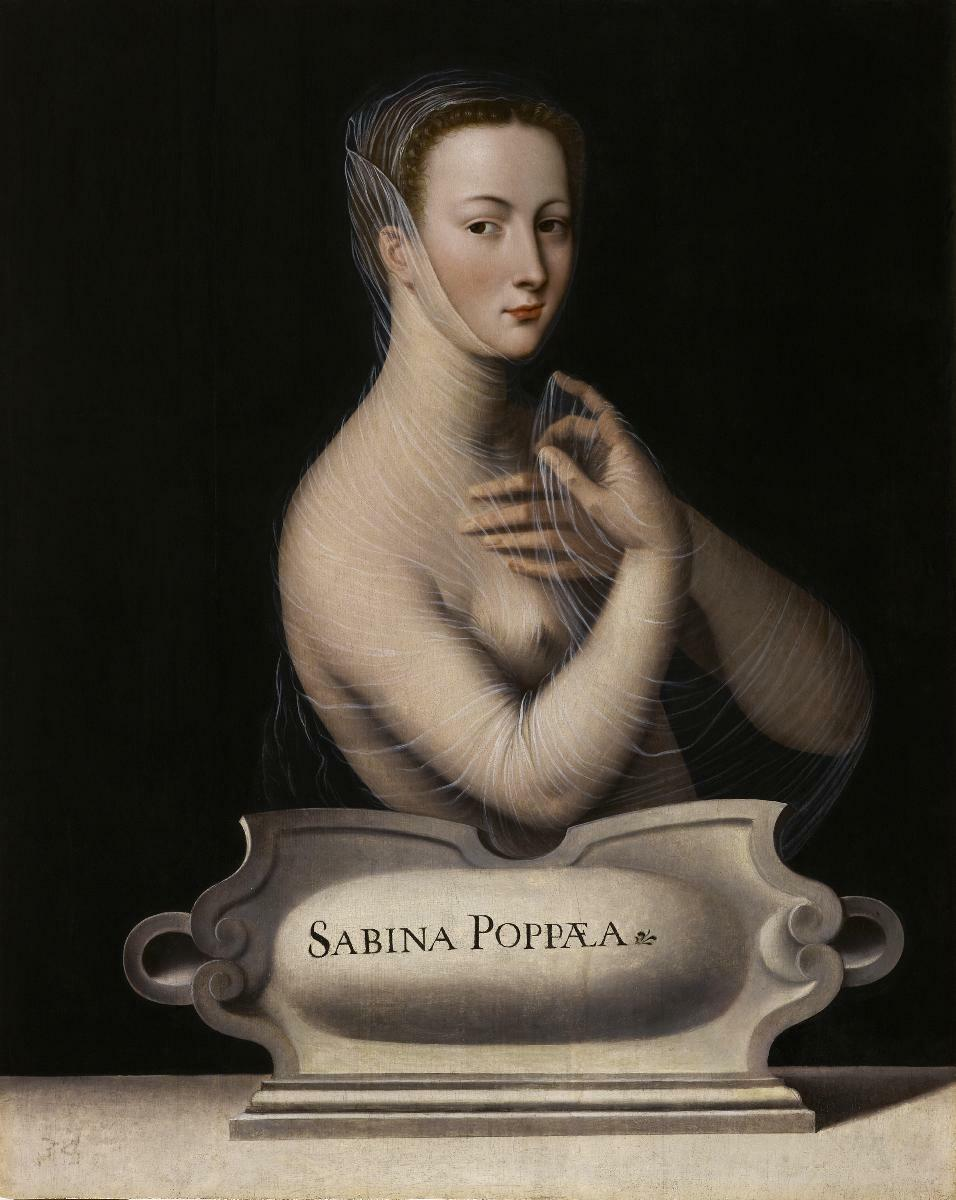
16世纪枫丹白露画派所画的波培娅画像

《波佩亚的加冕》（義大利語：L'incoronazione di Poppea）是意大利作曲家克劳迪奥·蒙特威尔第于1642年创作完成的歌剧。《波佩亚的加冕》取材于罗马历史，讲述罗马皇帝尼禄的情人波佩亚实现野心，加冕为皇后的故事。《波佩亚的加冕》属于早期歌剧，原始草稿没有完全保留下来。现存的作品有不同的版本在上演。

## 來源
1. ↑  Prof Dr. Gherardo Casaglia. . 2020-08-20  [2022-06-21]. （原始内容存档于2020-10-29） （意大利语）.